# Pueblo yamato
Pueblo Yamato (大和民族 Yamato-minzoku "pueblo de gran paz" en japonés?) es un nombre que se le da al grupo étnico mayoritario de Japón. Es un término que se acuñó a finales del siglo XIX para distinguir a los residentes de las islas principales de Japón de otros grupos étnicos minoritarios que habían residido en las áreas periféricas de Japón, tales como los Ainu, Ryukyuenses, Nivjis, Orok, además de los coreanos, taiwaneses y aborígenes de Taiwán que fueron incorporados al Imperio japonés a principios del siglo XX. El nombre Yamato viene de la Corte Yamato que existió en Japón en el siglo IV. Fue el nombre original de la región donde el pueblo yamato se asentó por primera vez en la prefectura de Nara.
En el siglo VI, el pueblo Yamato —una de muchas tribus de diferentes orígenes, que colonizaron Japón en la prehistoria— fundó un estado basado en los estados chinos de Sui y Tang, el centro de la influencia política y cultural en Asia Oriental en ese momento. A medida que la influencia de los Yamato se extendió, el idioma que hablaban se volvió la lengua común. El ryukyuano, el lenguaje de las islas Ryukyu, se desvió del japonés antiguo en algún momento entre los siglos III y V.
Existe, sin embargo, un desacuerdo sobre la inclusión de los ryukyuanos dentro de los Yamato, o si se deben identificar como un grupo étnico independiente, o como un subgrupo que constituye la etnicidad japonesa junto con los Yamato por sus cercanas similitudes sugeridas por su genética y su lingüística. Shinobu Orikuchi (折口信夫 Orikuchi Shinobu?) indica que los Ryukyuan son "proto-japoneses" (原日本人 gen nippon jin?), mientras que Kunio Yanagita sugiere que fueron un subgrupo que se asentó en las islas Ryukyu mientras que la ola migratoria principal se asentó en el archipiélago japonés y se convirtieron en el pueblo Yamato.
El concepto de "sangre pura" como criterio para la singularidad del Yamato minzoku comenzó a circular alrededor del 1880 en Japón, al mismo tiempo que algunos científicos japoneses comenzaron a investigar la eugenesia (優生学 yūseigaku).
En la actualidad, en Japón, el término Yamato-minzoku puede ser visto como un término que indica una noción racista anticuada que fue descartada en muchos círculos después de la derrota de Japón en la Segunda Guerra Mundial. El término "japonés" o incluso "japonés-japonés" son usados con frecuencia en su lugar, aunque ambos términos también tienen complicaciones debido a su ambigua mezcla entre nociones étnicas y nacionalistas. El Profesor Mark Levin sugiere adoptar el término "wajin"/ 和人, que ya se encuentra usado en algunas ocasiones para diferenciar a los japoneses que no son de origen ainu, como un término adecuado para referirse a la gente de etnia japonesa en Japón en la actualidad.